# 我的幸運數字13
《我的幸運數字13》是日本漫畫家山本小鐵子所繪製的BL漫畫，2009年起於日本幻冬舍的《RuTiLe》雜誌開始連載，已完結，單行本共二冊，臺灣方面是由長鴻出版社代理發行。

## 故事概要
「再和你在一起，我會死掉的！」
看見了佐藤狠狠被甩這一幕的妻夫木，某天，在宿舍發現佐藤被樹枝纏住，吊在他窗外的樹上。被這副模樣吸引住的妻夫木，於是向佐藤告白成為戀人。
但自從和佐藤交往後，妻夫木就不斷遇上麻煩，搞得自己傷痕累累，是不是只要和佐藤在一起，莫名其妙的厄運就會不斷發生在自己身上...？！

## 角色介紹

### 妻夫木 一三（つまぶき かずみ）
第1回（第1冊）初登場，男性，故事的主人公，暱稱「阿木」。18歲，大學一年級學生，住在宿舍207號室。身高198公分，是作者繪畫史上至今最高大的人物。視力很差，雙眼裸視在0.1以下，是本書中唯一需要戴眼鏡的主要角色。由於和日本知名演員妻夫木聰同姓，因此常給人帥氣的第一印象，但其實是個不修邊幅的棒球宅，從小到大都是同一個髮型。
5歲開始打棒球，並收藏許多和棒球運動相關的物品（棒球、手套、衣服、帽子等），偶爾使用與棒球相關的術語表達事情。但其實平常不太運動，連棒球社都沒有參加過，只懂得理論與知識而已，也沒有特別支持的球隊，職棒的全部都喜歡。
雖然不是同志卻也不排斥男性，初戀在幼稚園，但從未與別人交往過，後來向佐藤廣第一次告白就成功，是佐藤廣所有情人中，關係維持最長久的一位。

### 林田 考太（はやしだ こうた）
第1回（第1冊）初登場，男性，大學一年級學生，妻夫木在大學的好朋友，下垂眼，偶爾能解讀妻夫木的棒球術語。

### 高橋 翔（たかはし しょう）
第9回（第2冊）初登場，男性。20歲，同性戀，長相帥氣，對棒球很有興趣，也收藏很多棒球相關的物品，但是由於太過沉迷狂熱，導致大家覺得他很煩，過去即使有情人也會被嚇跑。
在橫濱體育場同時結識妻夫木一三和佐藤廣，但只和妻夫木交換手機號碼，表面上是想聊棒球，但明顯是在覬覦妻夫木，後來告白失敗。

### 佐藤 廣（さとう ひろ）
第1回（第1冊）初登場，男性，故事的主人公，暱稱「阿廣」。19歲，身高連160公分都不到，大學二年級學生，住在宿舍507號室（在妻夫木房間的正上方，相隔三層樓）。
個性迷糊脫線，反應遲鈍，本身又因為遺傳而帶有招來厄運的體質，所以經常受傷，但只要和他人交往，就能將大部分災難都轉移到另一半身上。還好因為長相可愛，一直都不乏有告白的人，所以在母親的要求下，為了自身安全，不會拒絕任何告白。
在妻夫木之前，跟一位女生、十位男生交往過，但不管和誰交往，最長都不超過一個星期就會分手，由於太過慘烈，因而成為學校中的名人，同時也沒有接吻過，所以和妻夫木是彼此的初吻對象。

### 佐藤媽媽
第5回（第1冊）初登場，女性，佐藤廣的媽媽，看起來比實際年齡小，因此更像是佐藤廣的繼母或姊姊。過去曾經擁有不幸體質，與先生的交往歷程和主角二人大同小異，但體質在懷孕之後完全消失。
產下佐藤廣三個月後，先生於下班途中因車禍去世（但已非因為體質），由於肇事者剛好是大企業的社長，使她在事後取得了豐厚的慰問金和保險金，得以興建一間美輪美奐的房子居住（聲稱是「爸爸蓋的」），並照顧佐藤廣長大成人。
為了兒子的安全而不擇手段，要求佐藤廣不管是男是女，只要對方告白都不能拒絕交往。

## 補充
- 本書的第一項特色是經常以棒球相關的辭彙或語句來表達事情，其中大部分是主角妻夫木口中所講或心中所想的，然而對棒球一無所知的人通常難以理解，因此接不上話。

| 話別  | 辭彙或語句                                                       | 意思                     |
| ----- | ---------------------------------------------------------------- | ------------------------ |
| 第1話 | 這樣我戴東京一帶或是橫濱的帽子比較好？不要瞧不起廣島隊的帽子呀！ | 鄉村隊／風格的帽子也不錯 |
| 第1話 | 就像大野選手在沖繩合宿受訓時，第一次接到達比修投的球             | 因為第一次而感到緊張     |
| 第1話 | 就像是對高三甲子園的棒球社社員來說，最後一個夏天的甲子園         | 一旦犯錯就無法重來       |
| 第1話 | 滿壘全壘打                                                       | 相當美好                 |
| 第2話 | 就像是08年巨人對西武日本系列那樣子的感動                         | 真心的哭泣               |
| 第4話 | 有參加選秀制度外資格                                             | 沒有經驗                 |
| 第4話 | 好像我第一次站上投手丘就被人連續擊出五支全壘打一樣               | 運氣很差                 |
| 第4話 | 不管是虛觸實打，或是強迫取分戰術都儘管來吧                       | 極度危險、高風險的事情   |
| 第5話 | 好像軟銀的杉內                                                   | 指主動出拳攻擊反而骨折   |
| 第5話 | 既沒有簽名，也沒有入團                                           | 還沒同意                 |
| 第6話 | 就如同川相的短打般一樣爽快                                       | 技術很厲害               |
| 第7話 | 要是有裁判能對我說「比賽開始」就好了                             | 明確的時機               |
| 第7話 | 這個機率遠遠超過第一位打擊者的失分率                             | 機率很高                 |
| 第8話 | 終於我也要升上一軍了                                             | 經驗與等級有所提升       |
| 第9話 | 那是我的處女戰                                                   | 第一次                   |
| 第9話 | 一軍的投手踏板不是那麼簡單能站上的 一軍跟二軍的牆好厚實啊        | 很困難、有很大的阻礙     |

- 本書的第二項特色是災難不斷，但未必全部都是因為佐藤廣的體質所引起。

| 話別                       | 災難                                                                | 發生地點    | 受害者                 |
| -------------------------- | ------------------------------------------------------------------- | ----------- | ---------------------- |
| 故事開始之前 （第4話提及） | 為閃避掉落的鋼筋，頭部撞到電線桿                                    | 路上        | 清水（佐藤廣的前男友） |
| 第1話                      | 走路跌倒兩次                                                        | 大學廣場    | 佐藤廣                 |
| 第1話                      | 從五樓陽台掉到二樓的樹上                                            | 宿舍陽台    | 佐藤廣                 |
| 第2話                      | 被兩隻爭奪魚骨的烏鴉撞到後腦，造成摔倒與眼鏡斷裂                    | 路上        | 妻夫木一三             |
| 第2話                      | 轎車搞錯油門和剎車，倒車衝入店中，玻璃飛濺導致上半身多處割傷        | 眼鏡店      | 妻夫木一三             |
| 第2話                      | 被暴投的飛盤打中後腦                                                | 宿舍走廊    | 妻夫木一三             |
| 第3話                      | 踩到香蕉皮滑倒                                                      | 大學路上    | 佐藤廣                 |
| 第3話                      | 被籃球打中頭                                                        | 大學路上    | 妻夫木一三             |
| 第3話                      | 眼鏡被踩碎                                                          | 大學路上    | 妻夫木一三             |
| 第3話                      | 被打擊遊樂場發球機所投出的直球擊中                                  | 大學路上    | 妻夫木一三             |
| 第4話                      | 被鳥屎連續擊中五次                                                  | 路上        | 妻夫木一三             |
| 第4話                      | 被散步中的聖伯德納犬纏上                                            | 路上        | 妻夫木一三             |
| 第4話                      | 踩到香蕉皮滑倒，導致牛仔褲破裂                                      | 路上        | 妻夫木一三             |
| 第4話                      | 被從五樓掉落的手機擊中，導致眼鏡出現裂痕                            | 宿舍陽台    | 妻夫木一三             |
| 第5話                      | 用右手揍人，反而骨折                                                | 大學        | 妻夫木一三             |
| 第6話                      | 被羽毛球擊中臉部，導致左側鼻孔流鼻血                                | 大學路上    | 妻夫木一三             |
| 第6話                      | 花盆掉落，但沒擊中                                                  | 路上        | 妻夫木一三             |
| 第7話                      | 走路時不慎撞到牆壁                                                  | 路上        | 佐藤廣                 |
| 第7話                      | 下船上岸時落水                                                      | 公園湖邊    | 佐藤廣、妻夫木一三     |
| 第8話                      | 因客人抽菸而發生小火災                                              | Hotel       | 佐藤廣、妻夫木一三     |
| 第9話                      | 被界外球連續攻擊                                                    | 橫濱體育場  | 妻夫木一三             |
| 第10話                     | 被球打中頭部                                                        | 大學路上    | 妻夫木一三             |
| 第11話                     | 球棒擊中手機，導致手機損壞                                          | 高橋家      | 妻夫木一三             |
| 第11話                     | 跌倒摔壞眼鏡，無法看到第一次獻身的佐藤廣                            | 車站        | 妻夫木一三             |
| 第11話                     | 沒戴眼鏡走夜路，撞到東西                                            | 路上        | 妻夫木一三             |
| 第12話                     | 跌倒導致流鼻血                                                      | 宿舍207號室 | 佐藤廣                 |
| 第12話                     | 被空中掉下的棒球砸碎眼鏡                                            | 路上        | 妻夫木一三             |
| 番外篇                     | GPS導航出現問題，導致開錯路，繞一大圈到達集訓地時，球團已經結束練習 | 沖繩        | 佐藤廣、妻夫木一三     |
| 番外篇                     | 除了東京養樂多燕子隊外，所有集訓地都休息                            | 沖繩        | 佐藤廣、妻夫木一三     |
| 妻夫木改造計畫             | 被油漆潑到頭部，被迫剪髮                                            | 路上        | 妻夫木一三             |

- 眼鏡是妻夫木最容易跟著受害的物品

| 話別   | 事件 |
| ------ | --- |
| 第2話  | 因為被烏鴉撞擊，摔倒而斷裂，又因為轎車衝入眼鏡店而沒能更換成功                                                      |
| 第3話  | 佐藤廣後退時不慎把已經斷裂的眼鏡踩壞                                                                                |
| 第4話  | 第一次更換，但旋即被佐藤廣的手機擊中，而使左眼的鏡片有一個小破損及一道橫向裂痕 之後很長一段時間都將就著使用這副眼鏡 |
| 第11話 | 在車站摔倒而四分五裂                                                                                                |
| 第12話 | 第二次更換，但旋即被空中落下的棒球砸碎                                                                              |

## 上市資訊
| 冊別  | 日版上市日期 | 臺版上市日期 | 訂價 | ISBN          | 收錄內容                                                 |
| ----- | ------------ | ------------ | ---- | ------------- | -------------------------------------------------------- |
| 第1冊 | 2010.07.24   | 2011.01.13   | $130 | 4713469357986 | 〈我的幸運數字13〉第1-6話 〈某天晚上發生的事〉           |
| 第2冊 | 2011.08.24   | 2012.03.14   | $130 | 4716814198081 | 〈我的幸運數字13〉第7-12話 〈番外篇〉 〈妻夫木改造計畫〉 |

## 備註
1. ↑  書名中的數字「13」，源自於其中一位主角的名字「妻夫木一三」。
2. ↑  指的是2008年日本大賽，當時由讀賣巨人對上埼玉西武獅，最終埼玉西武獅以四勝三負奪得總冠軍。
3. ↑  2004年6月1日，福岡大榮鷹隊（2005年更名為「福岡軟體銀行鷹隊」）左投杉內俊哉對千葉羅德海洋隊投完兩局後，因不滿意自己的投球內容，一時情緒失控用雙手重捶板凳，導致手骨骨折。球團以他缺乏職業意識為由處以一百萬日圓罰款及反省十天，並扣年薪五百萬日圓，當年只留下二勝三敗成績的他，隔年復出旋即拿下十八勝向球團謝罪。
4. ↑  此賓館的名稱，和美國出身的棒球選手Marc Kroon相同。
5. ↑   註:

## 外部連結
- （日語）幻冬舍 （页面存档备份，存于）